# Varieté

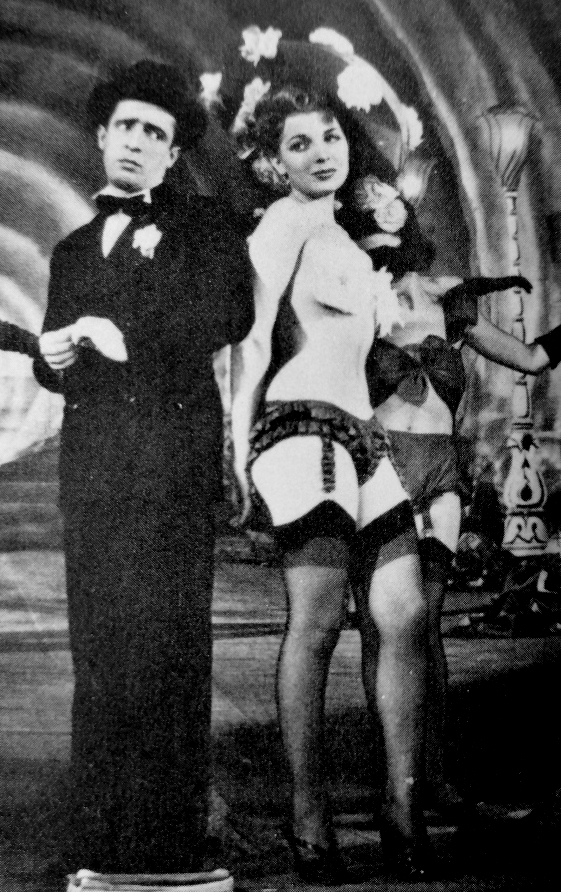
Nino Taranto és Isa Barzizza

A varieté (a. m. változatosság) egyfajta művészeti előadás, amely különböző műfajú attrakciók sorozatából áll (komikus mondókák, dalok, táncok, bohózat, akrobatika, illuzionizmus és egyebek), anélkül, hogy közös szál fűzné össze őket. Más szórakozási formák (kávéházi ének, burleszk, cirkusz stb.) továbbfejlődéseként született meg a 19. század közepe felé, amikor a színházak saját önállóságot szereztek.

## Története
A varieté a népszerű szórakoztatásban gyökerezik: feuilletton-drámák, polgári vígjátékok, cirkuszi vagy utcai művészek, énekesek előadásaiban. A hozzá felhasznált terek, következésképpen a közönség lehetnek vezető színházak, ahol csak neves művészek lépnek fel, nagy népszerűségnek örvendő színházak, kávéházakban kialakított kisszínházak vagy  bármilyen más olyan hely, ahol színpadot fel lehet állítani. Kezdetben gyakran a művészek, karakterek és beállítások „franciásítása” volt, Franciaországon kívül. Az egzotizálás közeledett a párizsi századfordulóhoz, amely a szórakoztatás és a látszólagos külföldi eredet szinonimája, s amely nemzetközi hírnevet szerzett, s ezzel nagyobb vonzerőt teremtett.

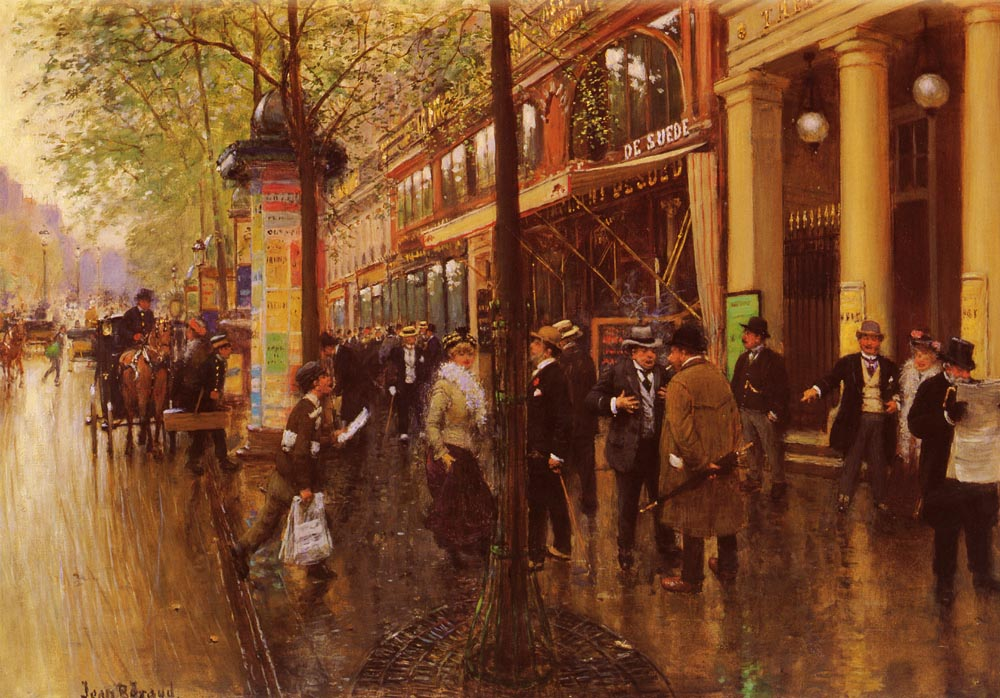
A Jean Béraud által alapított párizsi varietészínházak

A kanzonetta és a monológ között félúton lévő számokkal kezdtek, hogy aztán áttérjenek a karikatúrára, amelynek feltalálását Nicola Maldaceának tulajdonítják, és amely a „típusok” karikatúrájából állt. Ő volt a viveur (valóság) karikatúrájának feltalálója, az értelem nélküli szépségnek, hogy aztán balettszámokkal, bűvészettel, transzformációval és egyebekkel bővüljön. A színész jól körülhatárolt karaktert képvisel, a számok gyakran estéről estére változnak.
A varieté a földrajzi elhelyezkedés szerint nagyon eltérő volt, éppen azért, mert a színészek, a népszerű műfajok énekesei, a humoristák nagymértékben merítettek saját hagyományaikból: beszélhetünk észak-közép-olaszországi színházról, amely Venetóban, Piemontban, Lombardiában és Toszkánában felismerhető, valamint egy dél-közép-olaszországi színházról, amelynek pólusai Róma és Nápoly voltak. A műsor gyakran színész-írótól született, az általa felolvasott darabok szerzőjétől: a híres varietéművészek (Totò, Raffaele Viviani, Ettore Petrolini, Gustavo De Marco) valójában jól körülhatárolható és változatos típusok alkotói. Leopoldo Fregoli viszont hozzájárult a huszadik századi színész dinamikus testének gondolatához, más művészekkel együtt a színházi művészet megújításának irányába haladva, amelynek a varieté az előfutára volt.

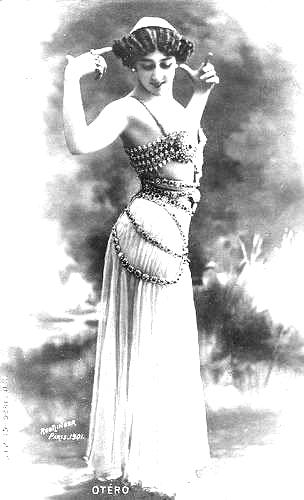
Carolina Otero az egyik legkeresettebb varietéművész volt

A varieté – a drámai színháztól vagy általában a „magasszínháztól” eltérően – nem számított igazi művészetnek, és egyfajta kiközösítést szenvedett el a kritikusok és a színházkedvelők részéről. Ez pedig szigorúan szakmai szinten is következményekkel járt: a varietéművészek nem juthattak nyugdíjhoz. amelyeket az olasz állam biztosított más ágazatokban dolgozó kollégáiknak, miközben maguk a varietészínházak sem részesültek semmilyen állami támogatásban. Az olasz fasizmus idején a dialektusban mutatkozó műsorok visszaszorításának és a külföldi meghívások nemzeti tömegkultúra nevében történő lemondásának vágyából fakadó kiközösítés erősen hátrányos helyzetbe hozta az egyre kevésbé keresett és reprezentált varietét.
Filippo Tommaso Marinetti 1913-ban a Lacerba című újságban publikálta a varietészínház kiáltványát, amelyben egy olyan színháztípus újszerűségét emelte ki, amely tagadja a valóságosságot, és helyette a látványosságot és a paradoxont részesíti előnyben. Még a nemzetközi szórakoztatás néhány nagyszerű főszereplőjére, mint például Gordon Craigre is hatott és lenyűgözte a bársonyszínházi körökön kívül kínált vígjáték.

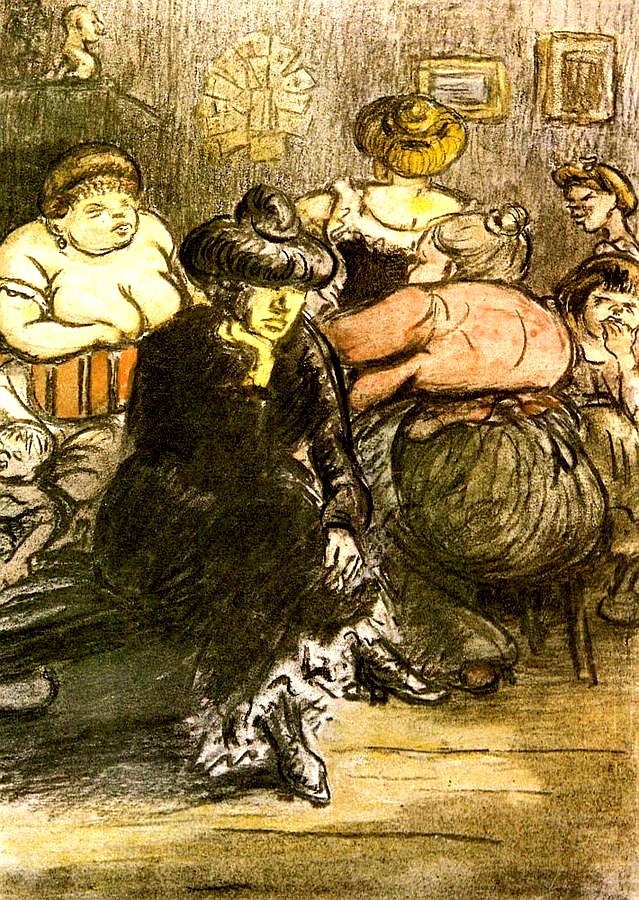
Egy külvárosi zeneterem öltözője Heinrich Zille rajzán

A huszadik század első éveiben a színész alakjáról folytatott vitában Luigi Pirandello ellenségesnek vallotta őt a drámaművészettel szemben, mivel lényegében elárulta a szöveget és egy karakter „életét”. Másrészt Silvio D’Amico kritikus azzal érvelt, hogy a nagyszerű színészből hiányzott a spontaneitás és az improvizációs képesség a varietében, ügyelt azonban arra, hogy ne hivatkozzon a Commedia dell'artéra.
A varieté a revü nevet akkor vette fel, amikor magas szintű és szigorúan szervezett, különálló témák egyesítésén – bármennyire vékony szál köti össze őket, amely lehet pl. egy általános téma – és írott forgatókönyvön alapult, különben csak függönyemelésről volt szó.
Más, kisebb színházi műfajokhoz hasonlóan, a varietének is először az 1930-as évektől a hangosfilmmel, majd az 1950-es évektől a televízióval kellett versenyre kelnie. Sok sajátosságát aztán a rádiós és a televíziós változat is átvette.

## A főszereplők
A varietéművészek többsége más műfajokba is át-átruccant, amelyek valamilyen módon kapcsolódnak egymáshoz (operett, balett, vaudville, próza, film és mások). Időrendi sorrendben:

### A huszadik század 20-as éveiig
- Loïe Fuller (táncos)
- Harry Houdini (bűvész)

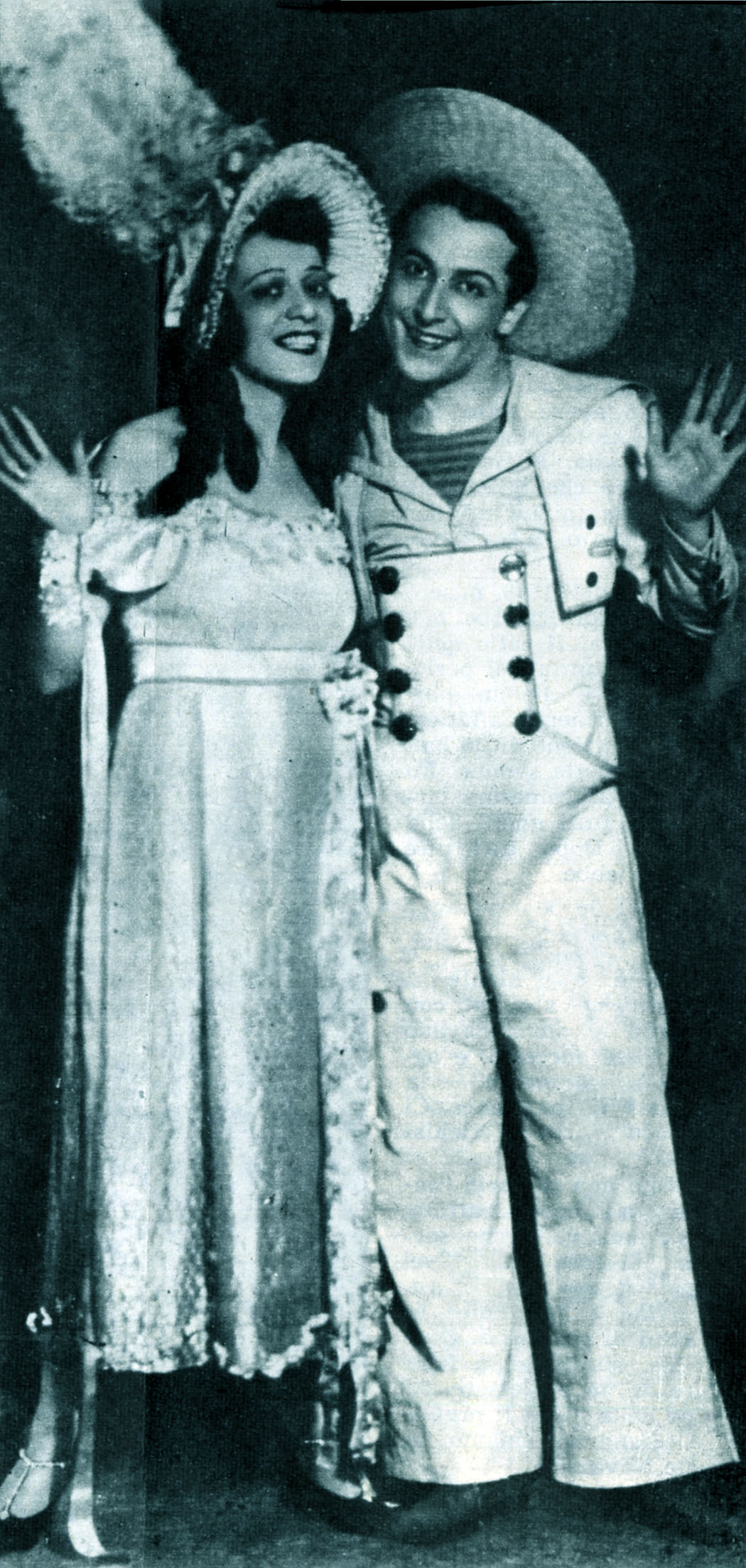
Isa Bluette és Nuto Navarrini az 1930-as években

- Leopoldo Fregoli (átváltozóművész)
- Isa Bluette (szubrett)
- Nuto Navarrini (komikus)

### 1930-as évek
- Totò

### 1940-es évek
- Peppino De Filippo (színész)

### 1950-es évek
- Ugo Tognazzi (színész)
- Raffaele Pisu (komikus)

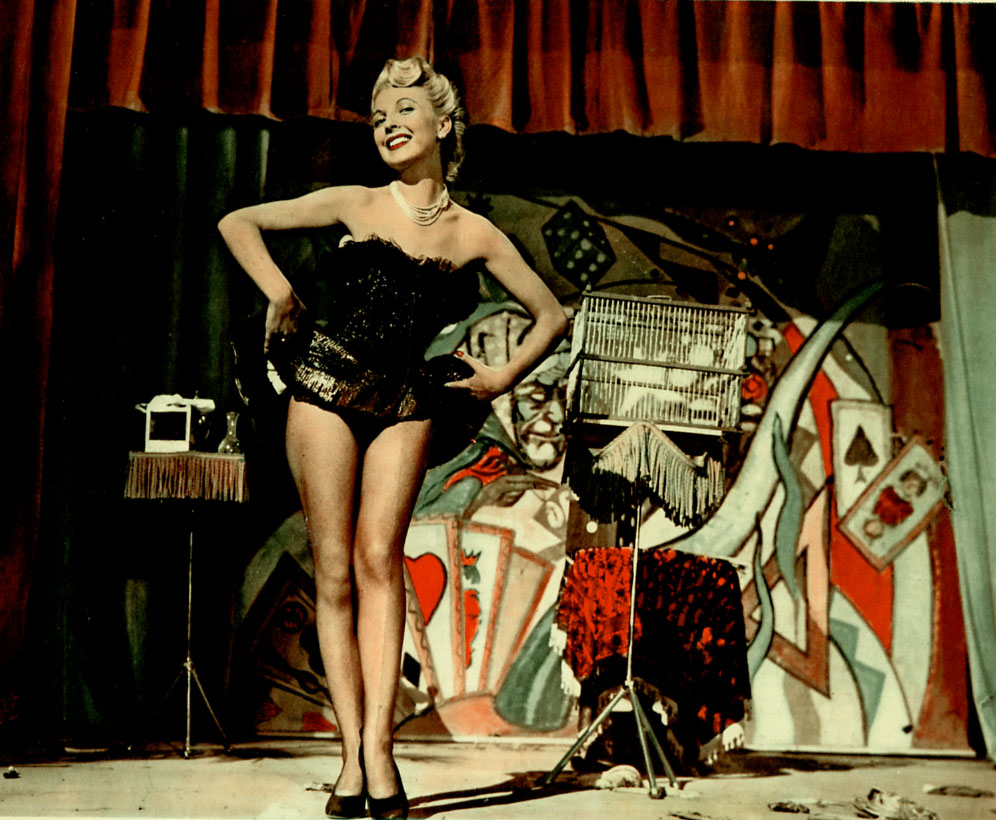
Isa Barzizza 1952-ben

- Alberto Sordi (színész és parodista)
- Isa Barzizza (showgirl)
- Franca Valeri
- Walter Chiari (színész)

### 1960-as évek
- Johnny Dorelli (énekes-színész)
- Raffaella Carrà (showgirl)

### 1970-es évek és később
- Lucia Poli (színésznő)
- Maurizio Micheli (komikus)

## Fordítás
- Ez a szócikk részben vagy egészben  a   Varietà (spettacolo) című olasz Wikipédia-szócikk ezen változatának fordításán alapul.  Az eredeti cikk szerkesztőit annak laptörténete sorolja fel. Ez a jelzés csupán a megfogalmazás eredetét és a szerzői jogokat jelzi, nem szolgál a cikkben szereplő információk forrásmegjelöléseként.

## Bibliográfia

### Általános munkák
- Dizionario dello spettacolo del '900. Milánó: Baldini & Castoldi. ISBN 978-88-8089-295-3
- Enciclopedia dello spettacolo. Roma: Le maschere
- Teatro e spettacolo nel primo Novecento. Róma-Bari: Laterza. ISBN 88-420-3223-9

### Monográfiák
- Maurizio Costanzo–Flaminia Morandi. Lo chiamavano varietà. Carucci (2004. május 11.). ISBN 978-8843031603
- Follie del varietà. Vicende memorie personaggi 1890-1970. Milánó: Feltrinelli
- Il teatro delle varietà. Firenze: La casa Usher. ISBN 978-88-95065-31-1
- Vieni Avanti, cretino! Storie e testi del varietà e dell'avanspettacolo. Róma-Nápoly: Theoria. ISBN 88-241-0341-3
- I segreti del varietà. Milánó: Celip
- Il varietà a Napoli: da Viviani a Toto, da Pasquariello a De Vico. Róma: Newton & Compton. ISBN 88-8183-460-X
- Il teatro di varietà in Italia. Firenze: G. Calvetti
- Il teatro di varietà: dalla Belle Époque agli anni Sessanta ed oltre, in Italia. Milánó: Nuove Edizioni Culturali
- Le stelle del varietà: rivista, avanspettacolo e cabaret dal 1936 al 1966'. Róma: Gremese. ISBN 88-7605-410-3
- Dal tramonto dell'operetta al tramonto della rivista: mezzo secolo di fasti e miserie del varietà e dell'avanspettacolo. Milánó: Pan
- Storia del varietà. Milánó: Garzanti
- Rita Cirio e Pietro Favari (szerk.): Sentimental (Il teatro di rivista italiano), in Almanacco Bompiani, Milánó, 1975, SBN IT\ICCU\TO0\1318070